# Théorie de l'utile et du juste
La théorie de l'utile et du juste est une théorie juridique du droit des obligations créée par une partie de la doctrine contre la théorie de l'autonomie de la volonté.
Parmi ses auteurs, on trouve notamment Jacques Ghestin.
Selon eux, la force obligatoire du contrat ne trouve pas seulement sa source dans la rencontre libre et éclairée des consentements des contractants, il doit être utile et juste et donc conforme à l'ordre public. Par conséquent le juge a le pouvoir de rétablir l'équilibre d'un contrat.
La controverse semble aujourd'hui dépassée, les partisans de l'autonomie de la volonté reconnaissent la supériorité des normes légales et les partisans de l'utile et du juste reconnaissent la volonté comme élément subjectif indispensable à la formation du contrat. L'avènement de nouveaux mécanismes tels que la théorie de la cause et l'abus de droit traduit cette théorie.
On écrit parfois « théorie du juste et de l'utile ».